# جين سوليفان
جين سوليفان (بالإنجليزية: Gene Sullivan)‏ هو مدرب كرة سلة أمريكي، ولد في 21 أبريل 1931، وتوفي في 21 فبراير 2002.